# ATP Los Cabos
Das ATP-Turnier von Los Cabos (offiziell Mifel Tennis Open) ist ein mexikanisches Tennisturnier der ATP Tour. Es wird in Cabo San Lucas ausgetragen und ist nach der Gemeinde Los Cabos benannt.

## Geschichte
Es wurde 2016 erstmals ausgetragen, wobei es das Turnier von Bogotá ablöste. Das Turnier zählt zur Kategorie ATP Tour 250 und wird auf dem Cabo Sports Complex auf Hartplätzen im Freien ausgerichtet.
Die Ausgabe 2020 wurde wegen der COVID-19-Pandemie abgesagt.

## Siegerliste

### Einzel
| Jahr | Sieger             | Finalgegner           | Finalergebnis |
| ---- | ------------------ | --------------------- | ------------- |
| 2025 | Denis Shapovalov   | Aleksandar Kovacevic  | 6:4, 6:2      |
| 2024 | Jordan Thompson    | Casper Ruud           | 6:3, 7:64     |
| 2023 | Stefanos Tsitsipas | Alex de Minaur        | 6:3, 6:4      |
| 2022 | Daniil Medwedew    | Cameron Norrie        | 7:5, 6:0      |
| 2021 | Cameron Norrie     | Brandon Nakashima     | 6:2, 6:2      |
| 2020 | abgesagt           | abgesagt              | abgesagt      |
| 2019 | Diego Schwartzman  | Taylor Fritz          | 7:66, 6:3     |
| 2018 | Fabio Fognini      | Juan Martín del Potro | 6:4, 6:2      |
| 2017 | Sam Querrey        | Thanasi Kokkinakis    | 6:3, 3:6, 6:2 |
| 2016 | Ivo Karlović       | Feliciano López       | 7:65, 6:2     |

### Doppel
| Jahr | Sieger                                    | Finalgegner                          | Finalergebnis     |
| ---- | ----------------------------------------- | ------------------------------------ | ----------------- |
| 2025 | Robert Cash JJ Tracy                      | Blake Bayldon Tristan Schoolkate     | 7:64, 6:4         |
| 2024 | Max Purcell Jordan Thompson               | Gonzalo Escobar Alexander Nedowessow | 7:5, 7:62         |
| 2023 | Santiago González Édouard Roger-Vasselin  | Andrew Harris Dominik Koepfer        | 6:4, 7:5          |
| 2022 | William Blumberg Miomir Kecmanović        | Raven Klaasen Marcelo Melo           | 6:0, 6:1          |
| 2021 | Hans Hach Verdugo John Isner              | Hunter Reese Sem Verbeek             | 5:7, 6:2, [10:4]  |
| 2020 | abgesagt                                  | abgesagt                             | abgesagt          |
| 2019 | Romain Arneodo Hugo Nys                   | Dominic Inglot Austin Krajicek       | 7:5, 5:7, [16:14] |
| 2018 | Marcelo Arévalo Miguel Ángel Reyes Varela | Taylor Fritz Thanasi Kokkinakis      | 6:4, 6:4          |
| 2017 | Juan Sebastián Cabal Treat Huey           | Sergio Galdós Roberto Maytín         | 6:2, 6:3          |
| 2016 | Purav Raja Divij Sharan                   | Jonathan Erlich Ken Skupski          | 7:64, 7:63        |